# Roy's Keen
Roy's Keen è un brano del cantante inglese Morrissey.
Secondo singolo tratto dall'album Maladjusted, il disco venne pubblicato il 6 ottobre del 1997 dalla Island Records e raggiunse la posizione numero 47 della Official Singles Chart.

## Realizzazione
Scritto in collaborazione con il chitarrista Alain Whyte e prodotto da Steve Lillywhite. La voce campionata all'inizio del brano che urla Go on!, appartiene all'attore Martin Sheen ed è tratta dal film del 1968 La signora amava le rose, del 1968.
La copertina (la quarta, nella sua carriera solista, senza una foto del cantante stesso) ritrae due anonimi ragazzi in una strada cittadina deserta, fotografati da Roger Mayne, famoso soprattutto per i suoi lavori fotografici che documentarono la vita dei bambini londinesi di Southam Street, realizzati tra gli anni 1956 e 1961. Altre sue foto furono utilizzate sia per la copertina del singolo Interlude e come sfondo scenografico per il tour di Maladjusted.
Il titolo è un gioco di parole con il nome dell'ex calciatore del Manchester United e della nazionale irlandese, Roy Keane, un fatto riconosciuto dallo stesso Morrissey che, durante le esibizioni dal vivo del brano, usava spesso modificare la rima We've never seen a keener window-cleaner in We've never seen a keener midfielder, con la parola midfielder (centrocampista) al posto di window-cleaner (lavavetri).

## Tracce
- UK 7"

1. Roy's Keen - 3:37
2. Lost – 3:55

- UK 12" / CDs

1. Roy's Keen - 3:37
2. Lost – 3:55
3. The Edges Are No Longer Parallel – 5:04

## Formazione
- Morrissey – voce
- Alain Whyte - chitarra
- Boz Boorer - chitarra
- Jonny Bridgwood - basso
- Spencer Cobrin - batteria